# Cacyreus marshalli
Cacyreus marshalli là một loài bướm thuộc họ Lycaenidae.
Sải cánh dài 15–23 mm đối với con đực và 18–27 mm đối với con cái.

## Hình ảnh

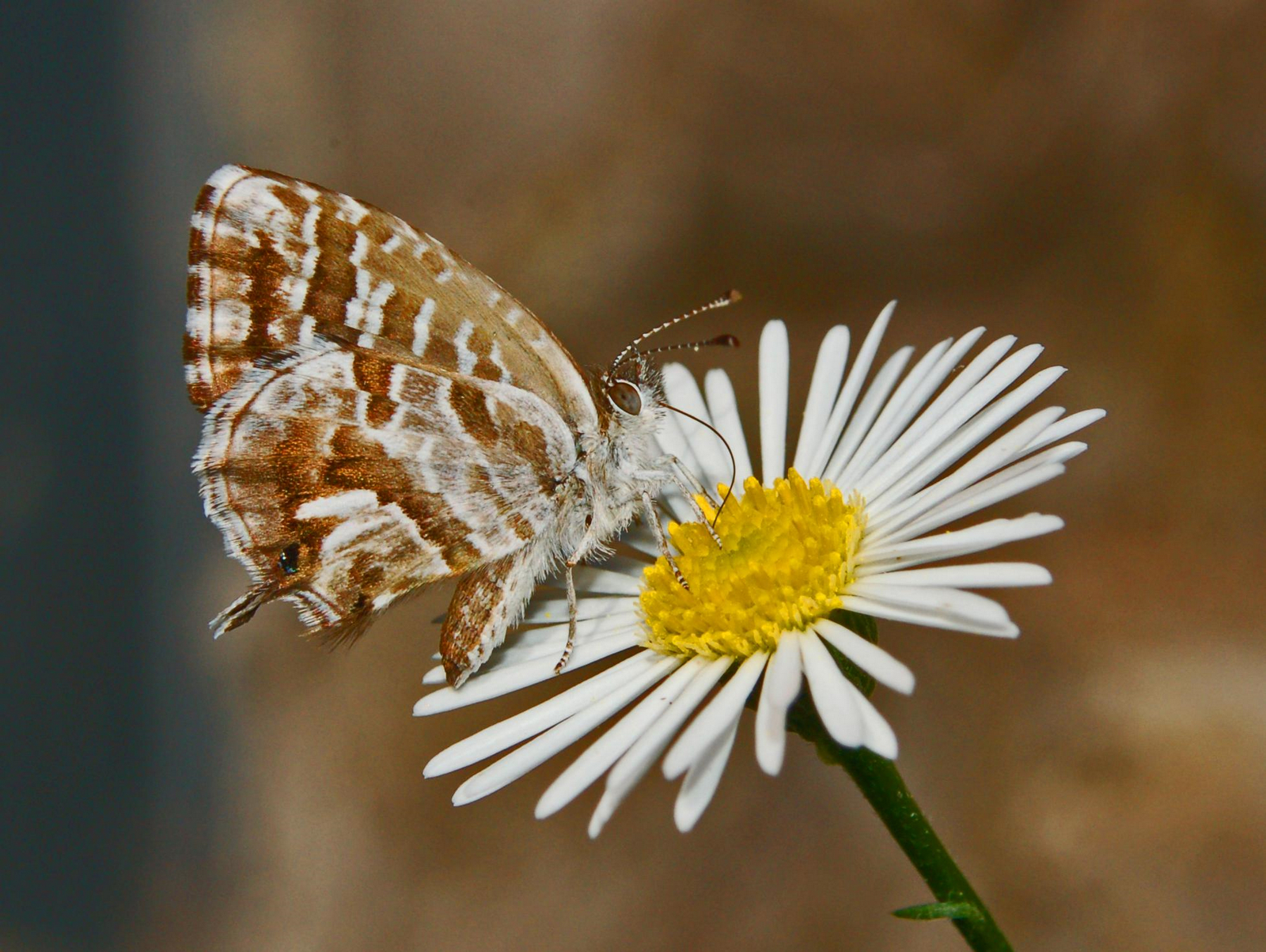
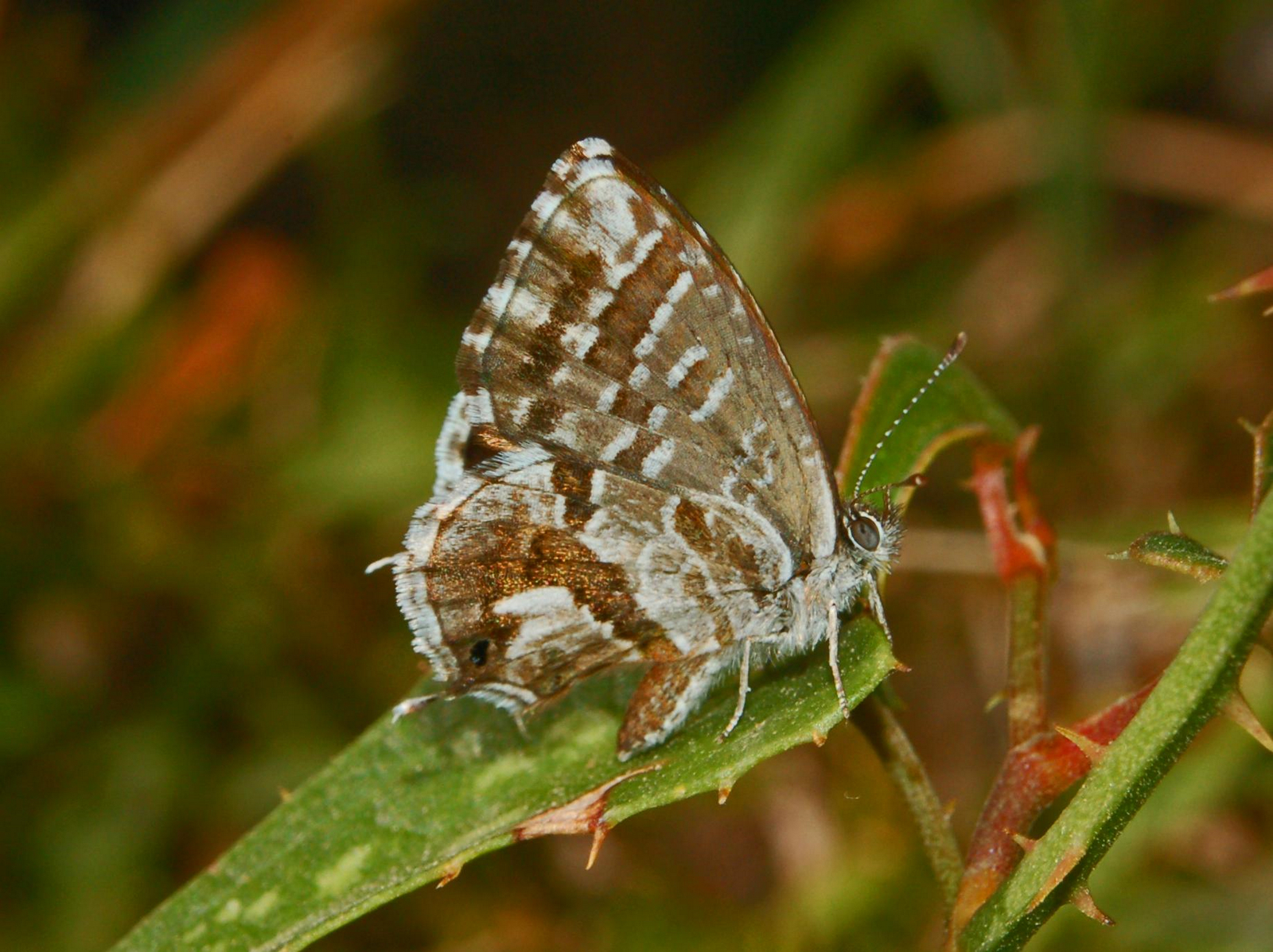
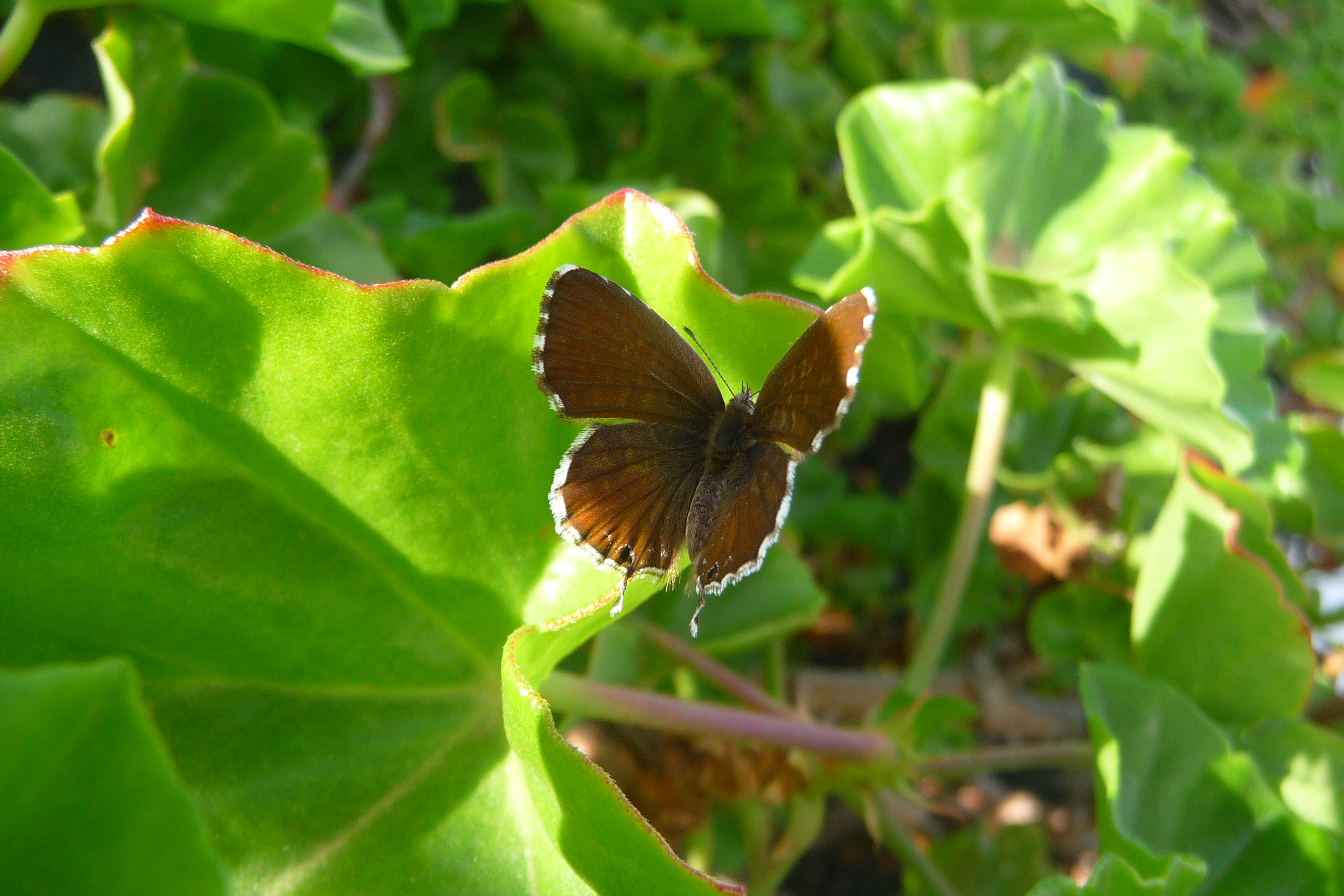
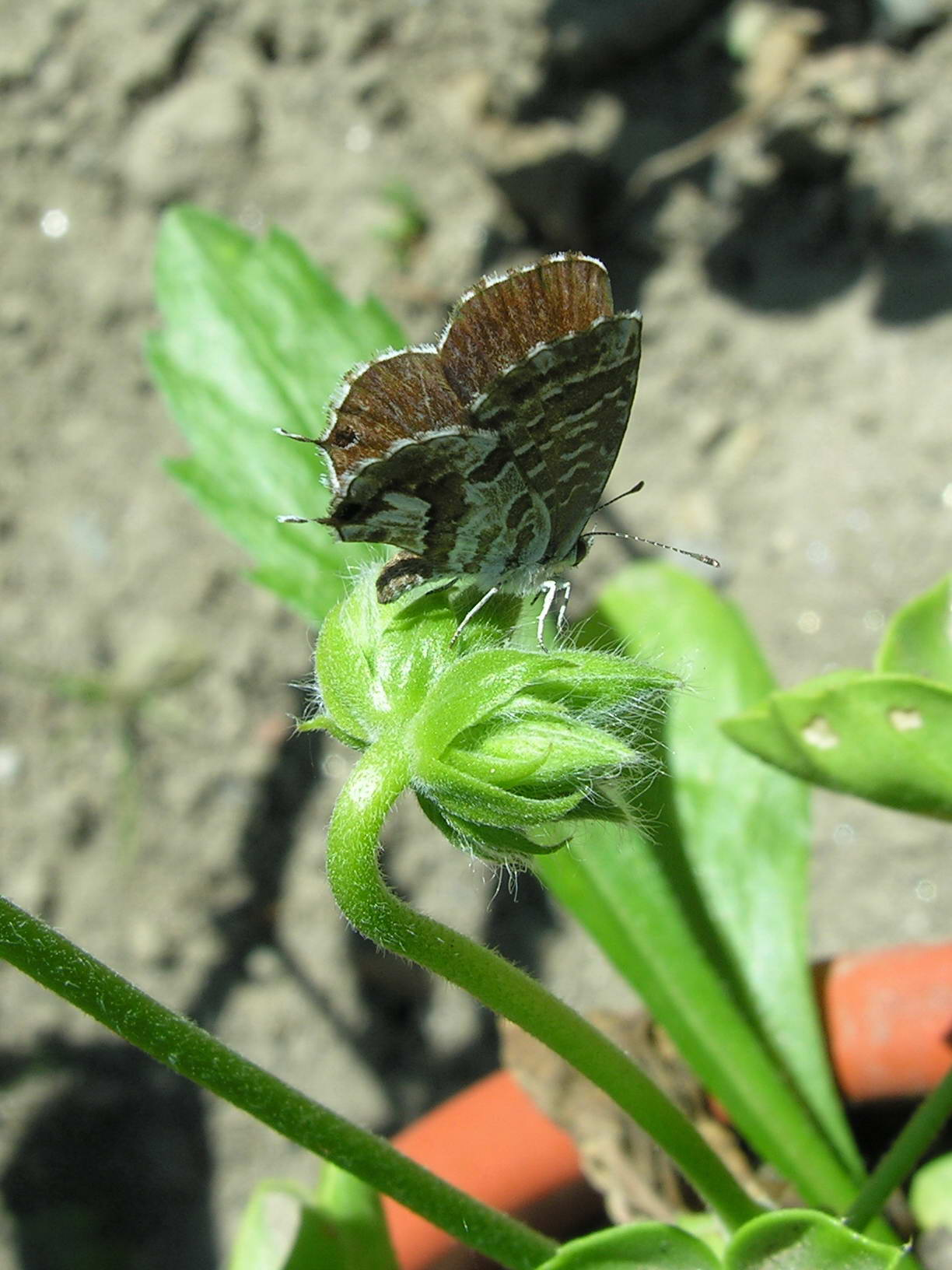